# Campeonato Gabonês de Futebol
Gabon Championnat National D1 é a principal competição de futebol do Gabão, foi criada em 1968.

## Gabon Championnat National D1 Clubes - 2013–14
- AC Bongoville (Relegated)
- AS Mangasport (Moanda)
- AS Pélican
- AS Solidarité (Libreville)
- Cercle Mbéri Sportif
- CF Mounana (Libreville)
- Faucons FC
- Missile FC (Libreville)
- Ocean Club (Relegated)
- POG FC
- Sapins FC
- US Bitam (Bitam)
- US Oyem
- USM Libreville

## Campeões
| Ano  | Clube              |
| ---- | ------------------ |
| 1968 | Olympique Sportif  |
| 1969 | Aigle Royal        |
| 1970 | não houve          |
| 1971 | Aigle Royal        |
| 1972 | Solidarité         |
| 1973 | Olympique Sportif  |
| 1974 | Police             |
| 1975 | Zalang             |
| 1976 | Petrosport         |
| 1977 | Vantour Mangoungou |
| 1978 | Vantour Mangoungou |
| 1979 | 105 Libreville     |
| 1979 | Anges              |
| 1980 | O’Mbilia Nzami     |
| 1981 | O’Mbilia Nzami     |
| 1982 | 105 Libreville     |
| 1983 | 105 Libreville     |
| 1984 | Sogara             |
| 1985 | 105 Libreville     |
| 1986 | 105 Libreville     |
| 1987 | 105 Libreville     |
| 1988 | O’Mbilia Nzami     |
| 1989 | Sogara             |
| 1990 | JAC                |
| 1991 | Sigara             |
| 1992 | Sogara             |
| 1993 | Sogara             |
| 1994 | Sogara             |
| 1995 | Mangasport         |
| 1996 | Mbilinga           |
| 1997 | 105 Libreville     |
| 1998 | 105 Libreville     |
| 1999 | 105 Libreville     |
| 2000 | Mangasport         |
| 2001 | 105 Libreville     |
| 2002 | O’Mbilia Nzami     |
| 2003 | Bitam              |
| 2004 | Mangasport         |
| 2005 | Mangasport         |
| 2006 | Mangasport         |
| 2007 | 105 Libreville     |
| 2008 | Mangasport         |
| 2009 | Stade Mandji       |
| 2010 | Bitam              |
| 2011 | Missile            |
| 2012 | Mounana            |
| 2013 | Bitam              |
| 2014 | Mangasport         |
| 2015 | Mangasport         |
| 2016 | Mounana            |
| 2017 | Mounana            |
| 2018 | Mangasport         |
| 2019 | Cercle Mbéri       |
| 2020 | sem campeonato     |
| 2022 | Stade Mandji       |

## Performance dos Clubes
| Clube              | Cidade      | Títulos | Anos                                                              |
| ------------------ | ----------- | ------- | ----------------------------------------------------------------- |
| 105 Libreville     | Libreville  | 11      | 1979, 1982, 1983, 1985, 1986, 1987, 1997, 1998, 1999, 2001, 2007. |
| Mangasport         | Moanda      | 9       | 1995, 2000, 2004, 2005, 2006, 2008, 2014, 2015, 2018.             |
| Sogara             | Port Gentil | 6       | 1984, 1989, 1991, 1992, 1993, 1994.                               |
| O’Mbilia Nzami     | Libreville  | 4       | 1980, 1981, 1988, 2002.                                           |
| Bitam              | Bitam       | 3       | 2003, 2010, 2013.                                                 |
| Mounana            | Libreville  | 3       | 2012, 2016, 2017.                                                 |
| Aigle Royal        | Libreville  | 2       | 1969, 1971.                                                       |
| Olympique Sportif  | Libreville  | 2       | 1968, 1973.                                                       |
| Vantour Mangoungou | Libreville  | 2       | 1977, 1978.                                                       |
| Stade Mandji       | Port-Gentil | 2       | 2009, 2022.                                                       |
| Anges              | Libreville  | 1       | 1979.                                                             |
| JAC                | Libreville  | 1       | 1990.                                                             |
| Mbilinga           | Port Gentil | 1       | 1996.                                                             |
| Missile            | Libreville  | 1       | 2011.                                                             |
| Petrosport         | Port Gentil | 1       | 1975.                                                             |
| Police             | Libreville  | 1       | 1973.                                                             |
| Solidarité         | Libreville  | 1       | 1971.                                                             |
| Zalang             | Libreville  | 1       | 1974.                                                             |
| Cercle Mbéri       | Libreville  | 1       | 2019.                                                             |

## Participaçoes na CAF
LIGA DOS CAMPEÕES DA CAF
| Clube              | N° | Anos                                                            |
| ------------------ | -- | --------------------------------------------------------------- |
| 105 Libreville     | 11 | 1979,1983, 1984, 1986, 1987, 1988, 1998, 1999, 2000, 2002, 2008 |
| Mangasport         | 9  | 1996, 2001, 2005, 2006, 2007, 2009, 2015, 2016, 2019.           |
| Sogara             | 5  | 1985, 1990, 1992, 1993, 1994,                                   |
| Mounana            | 3  | 2013, 2017, 2018                                                |
| Bitam              | 3  | 2004, 2011, 2014                                                |
| O’Mbilia Nzami     | 3  | 1981, 1982, 2003                                                |
| Vantour Mangoungou | 2  | 1977, 1978,                                                     |
| JAC                | 2  | 1989, 1991,                                                     |
| Mbilinga           | 2  | 1995, 1997                                                      |
| Anges              | 1  | 1980,                                                           |
| Missile            | 1  | 2012                                                            |
| Stade Mandji       | 1  | 2010                                                            |
| Aigle Royal        | 1  | 1970                                                            |
| Solidarité         | 1  | 1971                                                            |
| Police             | 1  | 1972                                                            |
| Zalang             | 1  | 1974                                                            |
| Petrosport         | 1  | 1975                                                            |
| Olympique Sportif  | 1  | 1969                                                            |

## Artilheiros
| Ano     |       | Artilheiros         | Time              | Gols |
| 1993–94 | Gabão | Godfrey Chitalu     | AS Mangasport     | 11   |
| 2007    | Gabão | Evrard-Yannick Lary | FC 105 Libreville | 25   |
| 2007–08 | Gabão | Vianney Mabide      | AS Mangasport     | 11   |
| 2015    | Chade | Rodrigue Ninga      | AS Mangasport     | 10   |
| 2015-16 | Gabão | Dorian Allen Nono   | AS Pélican        | 19   |
| 2016-17 | Chade | Hassane Brahim      | AS Mangasport     | 16   |
| 2022-23 | Gabão | Cédric Mandjel      | CMS               | 10   |